# Thandarum
Thandarum is een geslacht van zeekomkommers uit de familie Sclerodactylidae.

## Soorten
- Thandarum hernandezi Martinez & Brogger, 2012
- Thandarum manoelina (Tommasi, 1971)